# Giraldo III de Cabrera
Giraldo III de Cabrera (muerto c. 1161), III vizconde de Áger, XIII de Gerona y VI señor y I vizconde de Cabrera (1145-1161), fue un noble y trovador, hijo del vizconde Ponce Giraldo de Cabrera y de su primera esposa, Sancha Núñez.

## Biografía
Noble trovador catalán, hijo de los condes Ponce Giraldo de Cabrera y su primera esposa, Sancha Núñez. La primera vez que aparece en la documentación fue el 20 de noviembre de 1145 cuando confirmó, junto a su madre Sancha, el acta fundacional de la Canónica de Santa María de Roca-rossa como Geraldus de Cabrera, Gerundensis ac Urgellensis vicecomes ySanctia mater eius, respectivamente. El 1149 tomó parte en la conquista de Lérida, junto con Ramón Berenguer IV y el conde de Urgel Ermengol VI.
Contrajo matrimonio alrededor de 1150 con Berenguela de Queralt, fallecida en 1156, el año que otorgó testamento. Giraldo habrá fallecido alrededor de 1161 y antes del 1 de enero de 1162 cuando su padre donó a la abadía de Samos varias propiedades en la región de Sarria en Galicia pro anima carissimi filii mei Giraldi Poncii que in ipso monasterio Samonensi tumulatus requiescit (por el alma de mi queridísimo hijo Giraldo Ponce que está enterrado en el monasterio de Samos).

## Obra literaria
Solo se conoce un poema de este autor, escrito en lengua provenzal hacia 1160, Ensenhamen, nombre genérico con el que se denominan largos poemas de contenido didáctico y crítico, y que podemos considerar una modalidad del sirventés. Constituye un documento de gran importancia por el conjunto de noticias que da sobre los juglares y sobre todo porque nos muestra el panorama literario de Cataluña como no lo hace ningún otro documento de la época.
El poema está dirigido a su juglar Cabra para instruirlo, consta de 216 versos (2 versos de cuatro sílabas rimando entre ellos, seguidos de un verso de ocho sílabas con rima). Los 24 primeros versos tratan de las diversas actividades de los juglares, y el resto señalan, de forma desordenada, aquellos temas literarios que los juglares deberían de conocer y transmitir:
- Materia de Bretaña: como las de Tristán y de Erec.
- Materia clásica: como las de Príamo y Tisbe, de Troya, de Tebes, de Alejandro Magno, Ovidio, etc.
- Canciones de gesta: las referentes a la batalla de Roncesvalles, las que cantan Guillermo I de Tolosa , las de vasallos rebeldes como Raúl de Cambrai, Otger de Dinamarca, Gormond y Isembard, etc.
- Composiciones de diversos trovadores provenzales.

Temáticamente se puede dividir en dos partes: en la primera (24 versos), Giraldo de Cabrera reprocha al juglar Cabra que no haga correctamente algunas actividades propias de su oficio; en la segunda, mucho más extensa, le reprocha que no conozca y transmita determinada literatura, de manera que, en esta parte, el poema se convierte en una lista -sin orden cronológico- de la literatura que se conocía en la época, desde la más antigua, los clásicos griegos y latinos, a la más moderna, los trovadores contemporáneos. La última estrofa reprocha más carencias profesionales del juglar y lo despide.